# Less Law, More Order: The Truth about Reducing Crime
Less Law, More Order: The Truth about Reducing Crime är en bok författad av Irvin Waller, professor i kriminologi vid University of Ottawa i Kanada. I boken problematiserar han hur västvärldens länder spenderar mer och mer resurser på polisen, jurister, domstolar och fängelser, utan att det ger motsvarande resultat, samt hur kriminalpolitiken används i populistiska syften av politiker i valrörelser. Boken tar utgångspunkt i hur brottslighet fungerar, hur reaktionen mot brottslighet ser ut och hur brottslighet kan förebyggas. I boken presenteras en alternativ syn på hur kriminalpolitiken kan se ut.

## Bokens innehåll
Less Law, More order är en bok som utgörs av nio kapitel på vilka Waller redogör för behovet av en förändrad kriminalpolitik mot dagens paradigm inom det brottsförebyggande arbetet, om "hårda tag" mot brott. I boken redogör han för hur strategin om hårdare straff och en tuffare polistaktik slår hårt mot brottsoffren och skattebetalarna, med en låg verkningsgrad och med tvivelaktiga resultat. Han menar att satsningen på "hårdare tag" mot brott och fler poliser ger fler fängslanden men inte färre brott.
I boken presenterar författaren en rad förslag på nya policys för en förändrad kriminalpolitik, som fokuserar på de kända orsakerna till vardagsbrottsligheten. Han presenterar forskningsresultat av brottspreventiva projekt som har lyckats med att rå på faktorer som orsakar brott, och föreslår en omfördelning av resurser från polisen till vetenskapligt bevisade, preventiva, sociala insatser som stärker inkluderingen i samhället (utbildning, hälso- och sjukvård, sociala trygghetssystem), men även lagförändringar som förbud av handeldvapen, ombyggnation och upprustning av förorter med mera, menar Waller kommer att minska brottsligheten.

## Boken
- Waller, Irvin (2006) (på engelska). Less Law, More Order: The Truth about Reducing Crime. West Port: Praeger Imprint Series. sid. 200. Libris 14354886. ISBN 9780275990770